# Commission internationale du riz
Pour les articles homonymes, voir CIR.
La Commission internationale du riz (CIR) est une organisation intergouvernementale des États producteurs de riz. C'est un organisme rattaché à l'Organisation des Nations unies pour l'alimentation et l'agriculture (FAO). Cette commission est chargée de promouvoir la coopération internationale pour développer la production, la conservation, la distribution et la consommation de riz.
La création de la CIR a été proposée en mai 1948 par les délégués lors d'une conférence de la FAO sur le riz aux Philippines. En avril 1948, le Conseil de la FAO suivit cette recommandation en édictant un traité multilatéral connu sous le d'« Acte constitutif de la Commission internationale du riz ». 
Cet acte constitutif est entré en vigueur le 4 janvier 1949 et la première réunion de la CIR s'est tenue à Bangkok plus tard la même année. 
Les douze membres fondateurs étaient les suivants : Birmanie, Équateur, Égypte, France, Inde, Italie, Mexique, Pays-Bas, Pakistan, Philippines, Sri Lanka et Thaïlande. La CIR se réunit en session ordinaire au moins une fois tous les quatre ans.
La CIR a été suspendue en 2013 par le FAO.

## États-membres
La RIC est ouverte à tous les membres et membres associés de la FAO. En 2013, la CIR comptait 62 États membres représentant 98 % de la production mondiale de riz.
- Australie
- Bangladesh
- Bénin
- Birmanie
- Brésil
- Burkina Faso
- Cambodge
- Cameroun
- Chine
- Colombie
- République démocratique du Congo
- Corée du Sud
- Cuba
- République dominicaine
- Égypte
- Équateur
- États-Unis
- France
- Gambie
- Ghana
- Grèce
- Guatemala
- Guinée
- Guyana
- Haïti
- Hongrie
- Inde
- Indonésie
- Iran
- Italie
- Japon
- Kenya
- Laos
- Liberia
- Madagascar
- Malaisie
- Mali
- Mauritanie
- Mexique
- Mozambique
- Népal
- Nicaragua
- Nigeria
- Pakistan
- Panama
- Paraguay
- Pays-Bas
- Pérou
- Philippines
- Portugal
- Royaume-Uni
- Rwanda
- Sénégal
- Sierra Leone
- Sri Lanka
- Suriname
- Tchad
- Thaïlande
- Turquie
- Uruguay
- Venezuela
- Viêt Nam